# Clinton & Russell

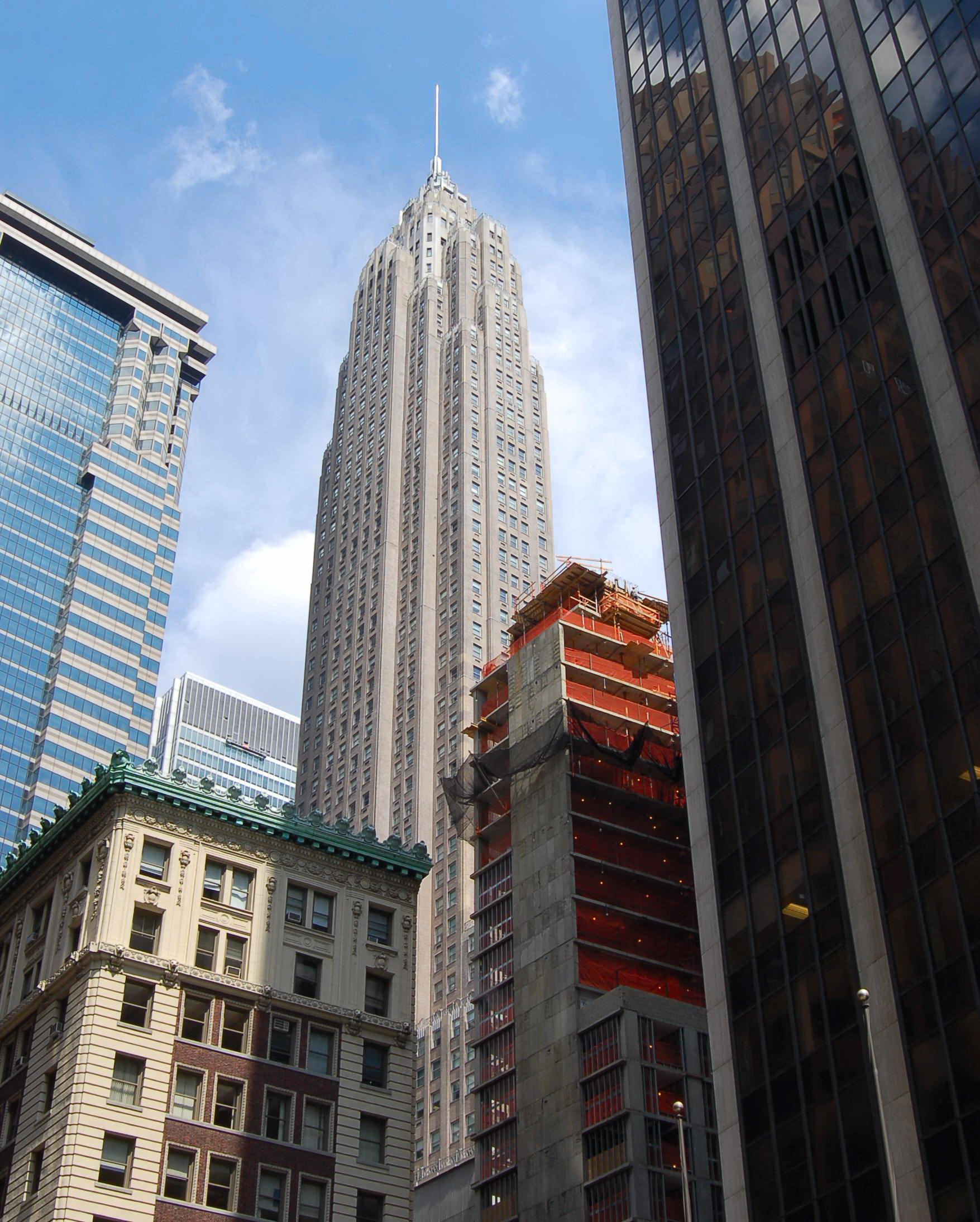
American International Building (1932)

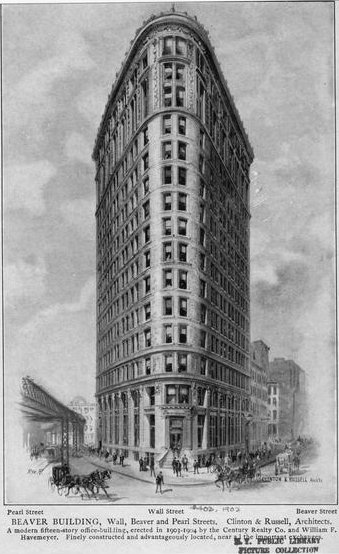
Beaver Building

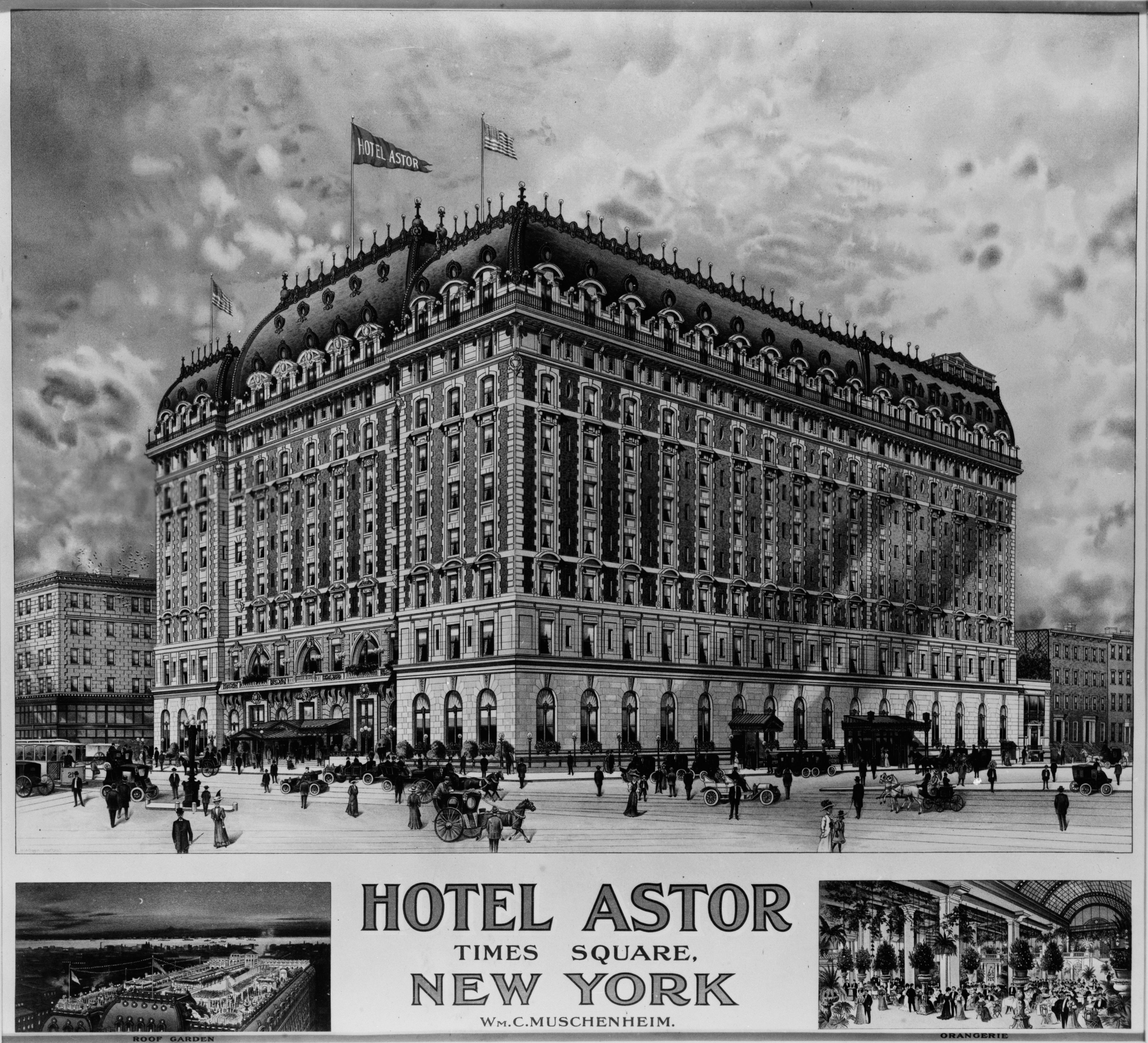
Hotel Astor (Desaparecido)

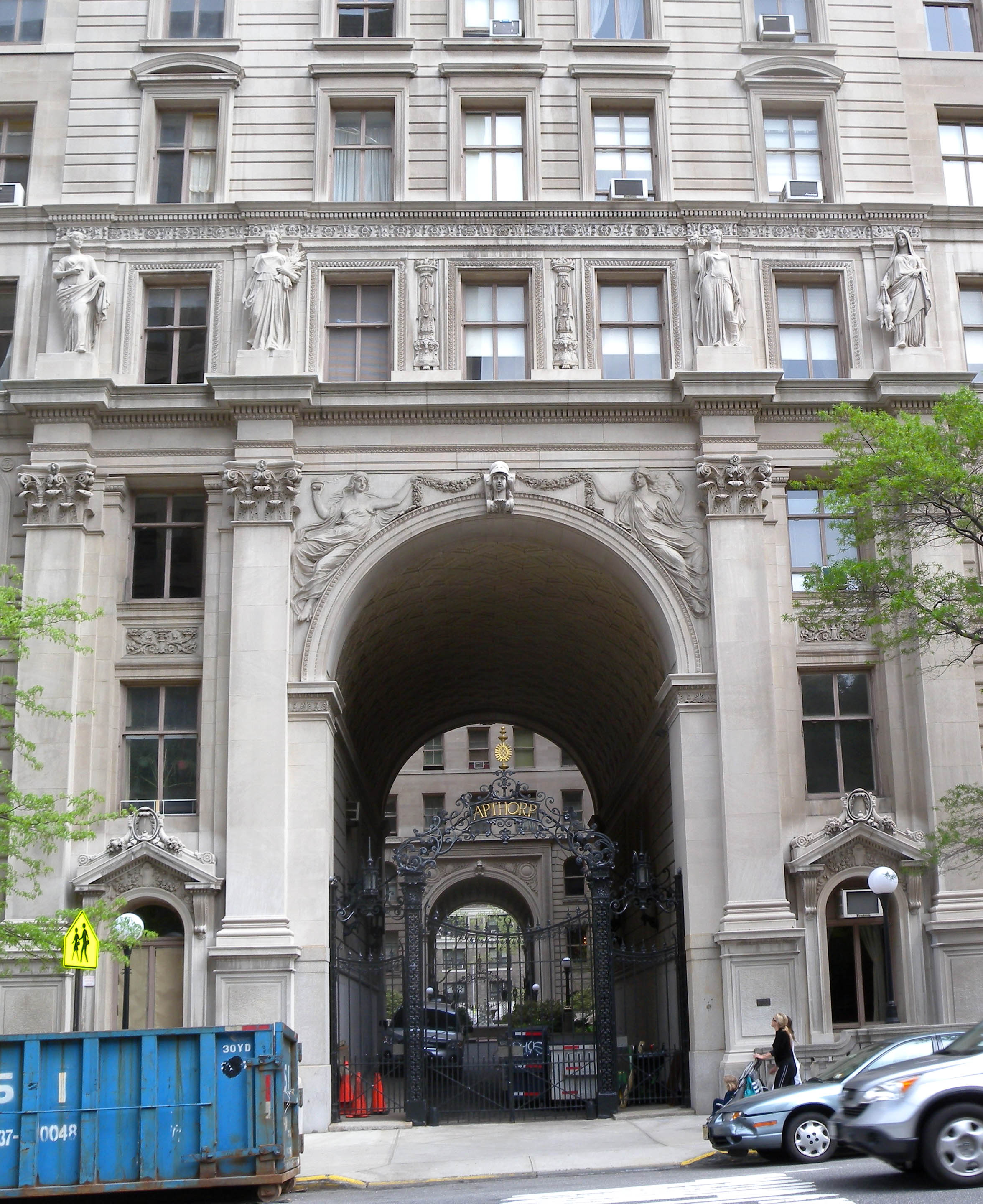
Edificio Apthorp (1906-1908)

Clinton & Russell fue una muy conocida firma de arquitectos fundada en 1894 en Nueva York. La empresa fue responsable de decenas de notables edificios de Nueva York, tanto en el downtown Manhattan, como por toda la ciudad.

## Biografía
Charles W. Clinton (1838-1910) nació y se crio en Nueva York, y recibió su formación en arquitectura en la oficina de Richard Upjohn. En 1858, comenzó a trabajar de forma privada, y a partir de 1894, dirigió significativamente su propia carrera, de la cual, probablemente se pueda destacar como su punto culminante el edificio del Séptimo Regimiento, ubicado en el 643 de Park Avenue.
William Hamilton Russell (1856-1907) también nació en Nueva York. Asistió a la Escuela de Minas de Columbia, antes de unirse a su tío abuelo, James Renwick, en su estudio de arquitectura en 1878. En Columbia, Russell había sido miembro del Salón de San Antonio, la sociedad fraternal secreta universitaria, tan solo un año después de que se le uniera su sobrino, en 1879, Renwick completó la primera Sala Capitular de la sociedad, en el nº25 de la calle 28 Este, probablemente con Russell involucrado en el trabajo de diseño.
En el ambicioso auge de la construcción de Nueva York, alrededor de 1900, Clinton y Russell fueron responsables del diseño de la edificio de apartamentos más grande del mundo, el de oficinas más grande del mundo, y un grupo de rascacielos del centro, a lo largo de Broadway y Wall Street para los bancos y compañías de seguros. Muchas de las comisiones importantes de la empresa, estaban relacionadas con las inversiones inmobiliarias de la familia Astor. El histórico Hotel Astor, que sirvió como ancla para el desarrollo de Times Square; los Astor's Apartments; el Graham Court; y el Apthorp, se encontraban entre los proyectos de William Waldorf Astor. Estilísticamente, la mayor parte de su trabajo se ajustaba a un estilo conservador italiano neo-renacentista.
Tras la muerte de los directores de la empresa, el negocio continuó, y en 1926 pasó a llamarse Clinton Russell Wells Holton & George (y las variaciones de ese nombre). Durante un tiempo Coronel James Hollis Wells (1864-1926) encabezó la organización, la Lillian Sefton Dodge Estate, en Long Island fue uno de sus diseños. La empresa estuvo en funcionamiento hasta 1940.

## Trabajos notables
- Fahys Building, 52-54 Maiden Lane, 1894-96 (Demolido)
- Sampson Building, 63-65 Wall Street, 1898 (Demolido)
- Hudson Building, 32-34 Broadway, 1896-98
- Exchange Court Building, 52-56 Broadway, 1896-98 (modificado, ahora "Exchange Apartments")
- Woodbridge Building, William and Platt Streets, NYC, 1898 (Demolido en 1970)
- Curzon House, fachada rediseñada del n.º 4 de la calle 62 Este, 1898
- El Franklin Building, 9-15 Murray Street, 1898
- El Chesebrough Building, 13-19 State Street, Battery Park, 1899 (Demolido)
- Graham Court Apartamentos, 1899-1901
- Medbery Hall, edificio dormitorio de la Hobart College, 1900
- Broad Exchange Building, nº25 de Broad Street, 1900
- Coxe Hall, edificio administrativo y para clases de la Hobart College, 1901
- American Exchange National Bank Building, nº128 de Broadway, 1901 (Demolido)
- El Atlantic Building, también conocido como el Mutual Insurance Building, en Wall Street, 1901
- Astor Apartments, 1901-1905
- Wall Street Exchange Building, 43-49 Exchange Place, 1903
- El Beaver Building.1904
- Hotel Astor, 1904, expandido 1909-1910 (Demolido en 1967)
- 71st Infantry Regiment Armory, Park Avenue con la calle 34, 1905 (Demolido en 1976)
- Edificio Langham, uno de los edificios ubicados en Central Park West, entre las calles 73 y 74, 1905-1907
- U.S. Express Company Building, n.º 2 de Rector Street, 1905-07
- El Edificio Apthorp, brevemente el mayor edificio de apartamentos del mundo, 1906-1908
- Consolidated Stock Exchange Building, 61-69 Broad Street, 1907 (Demolido)
- Lawyers' Title Insurance & Trust Company, 160 Broadway, 1908
- El Whitehall Building, 1908-1910
- La Hudson Terminal en el bajo Manhattan, el edificio de oficinas más grande del mundo, cuando fue construido en 1908, demolido en 1962 para construir en su lugar el World Trade Center
- Otis Elevator Building, en el nº260 de la 11.ª Avenida, 1911-1912
- East River Savings Bank Building, esquina entre Broadway y Reade Street, 1911
- Lillian Sefton Dodge Estate, Mill Neck, Nassau County, New York, 1923
- Level Club, 1927
- Cities Service Building, conocido actualmente como American International Building, 1932
- Fachada del n.º 7 de la calle 67 Este.